# Isabel de Lencastre
D. Isabel de Lencastre (Monforte, cerca de 1513 — Lisboa, 24 de agosto de 1558) foi Duquesa de Bragança pelo seu casamento com Teodósio I, 5º Duque de Bragança.

## Primeiros anos
Isabel era filha de D. Dinis de Portugal e Castro (Vila Viçosa, 1481 - 9 de maio de 1516, Ourense, Galiza) naturalizado em Castela em 1498, Conde de Lemos por casamento, casado em 1501 com D. Brites de Castro Osório (1484 - 11 de novembro de 1560, Valladolid). Neta paterna de D. Fernando II, Duque de Bragança e de D. Isabel de Viseu, materna de D. Rodrigo de Castro Osório, Conde de Lemos e D. Teresa. Era bisneta por via de sua avó Isabel, de D. Fernando de Portugal, Duque de Viseu, filho de D. Duarte I de Portugal e neto de D. João I, Mestre de Avis. Eram irmãos de Isabel: 
- Mência (1502-1540 em Itália), casada com René (falecido em 1565), Conde de Chalant, Conde soberano de Valangin;
- Leonor (cerca de 1503 - ?), casada em Valladolid em 1523 com Diego de Mendoza, Conde de Ribadavia;
- Pedro (1506-1561 em Pareja), Bispo de Salamanca, Cuenca e Lamego;
- Afonso (cerca de 1510-1560, em Paris, sepultado em Lisboa), Mestre hereditário da Ordem de Cristo, casado circa 1535 com Jerónima de Noronha;
- Filipa, casada com Miguel de Menezes-Noronha, Marquês de Vilareal e Diniz (cerca de 1538-1598, Lisboa) que foi vice-rei da Índia e Castela e em 1568 casou com Isabel Henriques Coutinho;
- Fernando (Segovia, 1505-Madrid, 1575), Conde de Lemos, Marquês de Sarria, casado em 1523 com Teresa de Andrada y Ulloa (falecida em 1528 em Madrid) condessa de Villalva.

## Casamento e descendência
A 25 de Junho de 1542 Isabel casou com Teodósio I, 5º Duque de Bragança, filho de Jaime I, 4º Duque de Bragança e de Leonor Pérez de Guzmán, de quem teve:
- D. João I, 6º em ordem na sua Casa e futuro duque de Bragança.

## Morte
Isabel de Lencastre faleceu aos 45 anos em 24 de agosto de 1558, em Lisboa, sendo sepultada em Vila Viçosa, na igreja do convento que mandara fundar, o de Nossa Senhora da Esperança.